# 共产主义联盟 (英国1990年)
共产主义联盟（英語：Communist League）是英国的一个已不存在的小型托洛茨基主义组织。该组织原名争取社会主义未来运动，成立于1990年，分裂自马克思主义党。该组织自称最忠诚于托洛茨基主义理论家格里·希利的思想。1994年，该组织创建了一个小型国际组织，命名为“共产主义者第五国际”。2005年6月，该组织解散，并入一个名为“赢得世界”的组织。该组织曾出版杂志《社会主义未来评论》。